# Jiří Martínek
Jiří Martínek (* 9. dubna 1976 Praha) je český historik, geograf, kartograf, vysokoškolský pedagog, fotograf, popularizátor věd, encyklopedista a od roku 2021 také soupeř soutěžících (tzv. lovec) v soutěžním pořadu Na lovu.

## Na lovu a Superlov
V soutěžním pořadu TV Nova Na lovu a jeho speciálu Superlov vystupuje Jiří Martínek jako „lovec“ pod přezdívkou Doktor Vševěd. Ze všech lovců má nejvyšší úspěšnost. Podle statistik na webu vyhrál více než 86 % her (dílů). V těchto pořadech kromě něj dále vystupují lovci Kalkulátor, Belladonna, Kvízová Dáma, Pan Lišák a Bandita. Moderátorem je Ondřej Sokol.

## Biografie
Jiří Martínek se narodil v roce 1976 v Praze, jeho otcem je historik a redaktor Magazínu Práva Miloslav Martínek, se kterým napsal několik encyklopedických publikací.
Po dokončení gymnázia studoval v letech 1994–1999 učitelství pro střední školy s aprobacemi historie a geografie na Přírodovědecké fakultě Univerzity Karlovy v Praze, obhájil diplomovou práci s názvem „Historická geografie raně středověkých Čech“, studium zakončil získáním titulu magistr (ve zkratce Mgr.). Pracoval jako kartograf, kdy redigoval mapy. Od roku 2006 pracuje v Historickém ústavu AV ČR, na projektu „Biografického slovníku českých zemí“.
V letech 2008–2014 na Filozofické fakultě Univerzity Hradec Králové konal doktorské studium v oboru „České a československé dějiny“, studium zakončil disertační prací „Jiří Viktor Daneš – vědec a diplomat“. V roce 2010 rovněž absolvoval rigorózní řízení v oboru „Politická a regionální geografie“ na Přírodovědecké fakultě UK. Rigorózní práci napsal pod názvem „Geografové v českých zemích 1800–1945 (biografický slovník)“, rigorózní řízení zakončil získáním titulu doktor přírodních věd (ve zkratce RNDr.).
Přednáší na Přírodovědecké fakultě Univerzity Jana Evangelisty Purkyně v Ústí nad Labem a Přírodovědecké fakultě UK v Praze. Zabývá se dějinami přírodních věd, zejména dějinami geografie, dále historickou geografií, regionální geografií Evropy a světa a didaktikou zeměpisu. Věnuje se rovněž popularizaci vědy, je autorem řady knih pro děti a turistických průvodců (Černá Hora, Bulharsko, Rumunsko, Ukrajina aj.).
S partnerkou, se kterou je ve vztahu od svých 18 let, je ženatý a má dvě děti.

## Působení v televizi
Ještě jako běžný soutěžící se zúčastnil různých vědomostních soutěží (např. Riskuj, O poklad Anežky České).
Od roku 2021 je populárním „lovcem“ v soutěžním pořadu Na lovu. Jedná se o televizní pořad Skupiny Nova, připravený dle licence pořadu The Chase britské televize ITV, ve kterém čtyři účastníci soutěží o peníze proti jednomu vybranému lovci, což by měla být velmi sečtělá osoba schopná konkurovat jim všem dohromady. Soutěží se ve vědomostech z různých oborů, důležitá je také rychlost odpovědí.

## Dílo
- Kdo byl kdo – naši cestovatelé a geografové. Praha: Libri, 1998. (s Miloslavem Martínkem)
- Kdo byl kdo – světoví cestovatelé a mořeplavci. Praha: Libri, 2003. (s Miloslavem Martínkem)
- Geografové v českých zemích 1800–1945 (biografický slovník). Praha: Historický ústav, 2008.
- Bulharsko (edice Stručná historie států). Praha: Libri 2009.
- Cesty k samostatnosti. Portréty žen v éře modernizace. Praha: Historický ústav, 2010. (s Pavlou Vošahlíkovou a kol.)
- Jiří Viktor Daneš – cestovatel a geograf. Praha: Historický ústav, 2017.
- Od Karlova mostu ke Gottwaldovu. Osobnosti v názvech měst a míst. Praha: Historický ústav, 2017. (s Lenkou Křížovou a kol.)
- Naší republice je 100 let. Praha: Fragment 2018.
- Regionální geografie střední Evropy. České Budějovice: Jihočeská univerzita, 2023. (s Alešem Nováčkem)